# Enter the Gungeon
Enter the gungeon es un videojuego de desarrollo independiente del género matamarcianos, bullet hell y Roguelike. Desarrollado por el estudio Dodge Roll y publicado por Devolver Digital. Sigue la historia de unos aventureros que descienden a la gungeon («armazmorra», en su traducción al español) en búsqueda de un arma que puede matar el pasado. El juego fue publicado mundialmente en las plataformas Microsoft Windows, OS X, Linux y Playstation 4 el 5 de abril de 2016; se publicó para la Xbox One y Nintendo Switch el 5 de abril y el 18 de diciembre de 2017 respectivamente. Es un videojuego que contiene 10 recámaras a las cuales puedes acceder a base de ascensores y algunos secretos, cada sala contiene una serie de enemigos aleatorios y diversos. Enter the gungeon fue desarrollado por 4 personas.

## Jugabilidad
Enter the gungeon es un juego de disparos con influencias de  juegos de mazmorras o roguelikes, al igual que otros títulos como The Binding of Isaac y Nuclear Throne. El juego cuenta con ocho personajes a elegir, con diferentes habilidades especiales y arma inicial; cuatro de los personajes están disponibles al comienzo del juego, mientras que el acceso a los otros cuatro se adquiere durante el juego mediante la compleción de una serie de tareas. Es posible jugar como un noveno personaje en modo cooperativo. El objetivo principal del juego es bajar a todos los niveles de la mazmorra para obtener «el arma que es capaz de matar el pasado». En cada nivel habitan enemigos con diferentes grados de fuerza, resistencia y modos de ataque. Cada nivel tiene por lo menos una tienda, una o más salas secretas, dos cuartos con cofres —uno de los cuales contiene un artículo activo y otro, una pistola—, y una habitación con el jefe del nivel, desde donde se accede al siguiente nivel del gungeon. Al ser un juego de disparos, los enemigos atacan con proyectiles o balas que pueden esquivarse mediante una técnica llamada «voltereta», que hace invulnerable al personaje durante la primera mitad de la acción. Otra manera de esquivar proyectiles enemigos es tomar cubierta detrás de paredes o mesas que el jugador puede voltear según crea conveniente, aunque estas se destruyen después de recibir una cierta cantidad de disparos. Otro elemento importante del juego es el fogueo, que es capaz de borrar todos los proyectiles en la pantalla del jugador y congelar momentáneamente a los enemigos; todos los personajes empiezan cada nivel con dos fogueos.
Al igual que en muchos juegos de mazmorras, el avance del personaje se pierde como consecuencia de su muerte, y existen funciones que solo se obtienen durante múltiples partidas, como la edición del «Balanómicon», una enciclopedia de todos los artículos, armas y enemigos encontrados hasta el momento o el desbloqueo de las  tiendas que solo se puede lograr encontrando personajes no jugadores en los niveles más profundos. El jugador adquiere nuevas armas comprándolas en las tiendas,  localizando los cofres o derrotando a los jefes; el juego cuenta con más de doscientas armas diferentes.

## Desarrollo
El desarrollo de Enter the gungeon comenzó en el año 2014 cuando cuatro empleados de la compañía Mythic Entertainment decidieron dejar su trabajo para dedicarse a realizar sus propios proyectos.  A uno de ellos, Dave Crooks, se le ocurrió el nombre «gungeon» mientras escuchaba la banda sonora del juego Gun Godz por Vlambeer; al día siguiente le presentó el nombre a su equipo y pronto escribieron la narrativa del juego y pasaron las siguientes semanas creando prototipos de las principales mecánicas de juego. El equipo citó The Binding of Isaac, Spelunky, Dark Souls y Metal Gear Solid como sus influencias más importantes. El diseño de las pistolas se realizó durante los dos años de la creación del juego. El diseño de los personajes jefe fue un esfuerzo colectivo. El estudio Dodge Roll, donde se desarrolló el juego,  firmó un contrato con Devolver Digital. En diciembre del 2014 se hizo el anuncio oficial del juego y se publicó el avance. El 2 de marzo de 2016 se anunció la fecha oficial de publicación del juego, el 5 de abril de 2016.